# Var är biljetten
Var är biljetten? är en berättelsesång med religiös karaktär som skrevs av Joël Blomqvist och publicerades 1884 i septembernumret av tidskriften Fridsrösten. Sången är insjungen av kyrkosångaren Artur Erikson på hans album Mor sjunger (1975).
Melodin till Var är biljetten? användas för visan Vid tolv års ålder i Albert M. Johanssons sånghäfte Turturdufvans röst.